# Ventura Díaz
Pour les articles homonymes, voir Díaz.
Díaz  Arrey est un nom espagnol. Le premier nom de famille, en général paternel, est Díaz ; le second, en général maternel, souvent omis, est Arrey.
Ventura Díaz Arrey, né le 26 août 1937 à La Albericia en Cantabrie, est un coureur cycliste espagnol. Il est professionnel de 1961 à 1976.

## Palmarès
- 1957
  - 3eb étape de la Cinturón de Cataluña
  - 2e de la Cinturón de Cataluña
- 1960
  - 3e du Tour de la Bidassoa
- 1961
  - 5e et 13e étapes du Tour du Guatemala
  - 8e étape du Tour de Catalogne
  - 2e de la Subida a Arrate
- 1962
  - 3e étape du Tour du Levant
- 1963
  - 3e du GP Ayutamiento de Bilbao
- 1964
  - 8e étape du Tour de l'Avenir
- 1965
  - 2e de la Subida al Naranco
- 1966
  - 2e du Tour de La Rioja
- 1967
  - 2e étape de la Subida a Arrate
  - 2e de la Subida a Arrate
- 1968
  - 3e du championnat d'Espagne de la montagne
- 1969
  - 3e de la Subida a Urkiola
- 1970
  - Tour du Levant
  - 3e étape du Grand Prix du Midi libre
  - Tour des vallées minières :
    - Classement général
    - 2e étape
- 1972
  - 8e du Critérium du Dauphiné libéré
  - 9e de la Semaine catalane
- 1973
  - 3e étape du Tour de La Rioja
  - 2e étape du Tour de Ségovie
  - 3e de la Klasika Primavera
  - 3e du GP Caboalles de Abajo
  - 8e de la Semaine catalane
- 1974
  - 3e du championnat d'Espagne de cyclo-cross
  -  3e du Tour des vallées minières
  - 9e du Tour d'Espagne
- 1975
  - 5ea étape du Tour du Pays basque
  - 2e du GP Vizcaya
  - 3e du GP Llodio

## Résultats sur les grands tours

### Tour de France
2 participations
- 1967 : 41e
- 1971 : 33e

### Tour d'Espagne
13 participations
- 1962 : abandon (10e étape)
- 1964 : 21e, 3e du classement de la montagne
- 1965 : 23e
- 1967 : 43e
- 1968 : 15e
- 1969 : 13e
- 1970 : 12e, 2e du classement de la montagne
- 1971 : 18e
- 1972 : 14e, vainqueur du classement des metas volantes
- 1973 : 20e
- 1974 : 9e
- 1975 : 19e
- 1976 : 21e

### Tour d'Italie
2 participations
- 1962 : abandon (14e étape)
- 1976 : 38e